# Puchar Świata w snowboardzie 2020/2021
Puchar Świata w snowboardzie w sezonie 2020/2021 – 27. edycja tej imprezy. Cykl ten rozpoczął się 12 grudnia 2020 roku we włoskiej Cortinie d’Ampezzo, zawodami w gigancie równoległym. Ostatnie zawody sezonu – konkurs slopestyle'u, rozegrany został 28 marca 2021 roku w szwajcarskiej Silvaplanie.

## Konkurencje
- slalom równoległy (PSL)
- gigant równoległy (PGS)
- snowcross
- slopestyle
- halfpipe
- big air

Na liście widnieją również klasyfikacje PAR i AFU, które nie odzwierciedlają żadnych konkurencji. Ta pierwsza z nich to zsumowana klasyfikacja PSL i PGS, natomiast AFU to zsumowana klasyfikacja halfpipe’u, slopestyle’u i big air’u.

## Kalendarz i wyniki Pucharu Świata

### Mężczyźni
| Lp.                                                                                              | Data              | Miejscowość          | Konkurencja | 1. Miejsce          | 2. Miejsce         | 3. Miejsce          |
| ------------------------------------------------------------------------------------------------ | ----------------- | -------------------- | ----------- | ------------------- | ------------------ | ------------------- |
| 1.                                                                                               | 28 listopada 2020 | Pekin                | BA          | Odwołano            | Odwołano           | Odwołano            |
| 2.                                                                                               | 12 grudnia 2020   | Cortina d’Ampezzo    | PGS         | Roland Fischnaller  | Aaron March        | Benjamin Karl       |
| 3.                                                                                               | 17 grudnia 2020   | Carezza              | PGS         | Benjamin Karl       | Andreas Prommegger | Žan Košir           |
| 4.                                                                                               | 18 grudnia 2020   | Copper Mountain      | HP          | Odwołano            | Odwołano           | Odwołano            |
| 5.                                                                                               | 19 grudnia 2020   | Copper Mountain      | BA          | Odwołano            | Odwołano           | Odwołano            |
| 6.                                                                                               | 19 grudnia 2020   | Cervinia             | SX          | Odwołano            | Odwołano           | Odwołano            |
| 7.                                                                                               | 9 stycznia 2021   | Kreischberg          | BA          | Maxence Parrot      | Sven Thorgren      | Mons Røisland       |
| 8.                                                                                               | 9 stycznia 2021   | Scuol                | PGS         | Igor Słujew         | Michał Nowaczyk    | Tim Mastnak         |
| 9.                                                                                               | 12 stycznia 2021  | Bad Gastein          | PSL         | Aaron March         | Dmitrij Łoginow    | Andreas Prommegger  |
| 10.                                                                                              | 15 stycznia 2021  | Seiser Alm           | SS          | Odwołano            | Odwołano           | Odwołano            |
| 11.                                                                                              | 16 stycznia 2021  | Montafon             | SX          | Odwołano            | Odwołano           | Odwołano            |
| 12.                                                                                              | 22 stycznia 2021  | Laax                 | SS          | Niklas Mattsson     | Leon Vockensperger | Marcus Kleveland    |
| 13.                                                                                              | 23 stycznia 2021  | Laax                 | HP          | Yūto Totsuka        | Scotty James       | Ruka Hirano         |
| 14.                                                                                              | 23 stycznia 2021  | Chiesa in Valmalenco | SX          | Glenn de Blois      | Éliot Grondin      | Lorenzo Sommariva   |
| 15.                                                                                              | 24 stycznia 2021  | Chiesa in Valmalenco | SX          | Alessandro Hämmerle | Merlin Surget      | Hagen Kearney       |
| 16.                                                                                              | 30 stycznia 2021  | Saint-Lary           | SX          | Odwołano            | Odwołano           | Odwołano            |
| 17.                                                                                              | 30 stycznia 2021  | Moskwa               | PSL         | Dmitrij Karłagaczew | Žan Košir          | Edwin Coratti       |
| 18.                                                                                              | 5 lutego 2021     | Mammoth Mountain     | HP          | Odwołano            | Odwołano           | Odwołano            |
| 19.                                                                                              | 6 lutego 2021     | Mammoth Mountain     | SS          | Odwołano            | Odwołano           | Odwołano            |
| 20.                                                                                              | 6 lutego 2021     | Feldberg             | SX          | Odwołano            | Odwołano           | Odwołano            |
| 21.                                                                                              | 6 lutego 2021     | Bannoje              | PGS         | Dmitrij Łoginow     | Igor Słujew        | Mirko Felicetti     |
| 22.                                                                                              | 7 lutego 2021     | Bannoje              | PSL         | Dmitrij Łoginow     | Stiepan Naumow     | Andriej Sobolew     |
| 23.                                                                                              | 6 lutego 2021     | Blue Mountain        | PGS         | Odwołano            | Odwołano           | Odwołano            |
| 24.                                                                                              | 7 lutego 2021     | Blue Mountain        | PSL         | Odwołano            | Odwołano           | Odwołano            |
| 11 – 12 lutego 2021 Mistrzostwa Świata w Narciarstwie Dowolnym i Snowboardingu 2021 – Idre Fjäll |                   |                      |             |                     |                    |                     |
| 25.                                                                                              | 13 lutego 2021    | Dolní Morava         | SX          | Odwołano            | Odwołano           | Odwołano            |
| 26.                                                                                              | 13 lutego 2021    | Pjongczang           | PGS         | Odwołano            | Odwołano           | Odwołano            |
| 27.                                                                                              | 14 lutego 2021    | Pjongczang           | PGS         | Odwołano            | Odwołano           | Odwołano            |
| 28.                                                                                              | 18 lutego 2021    | Reiteralm            | SX          | Alessandro Hämmerle | Lucas Eguibar      | Mick Dierdorff      |
| 1 – 2 marca 2021 Mistrzostwa Świata w Narciarstwie Dowolnym i Snowboardingu 2021 – Rogla         |                   |                      |             |                     |                    |                     |
| 29.                                                                                              | 4 marca 2021      | Bakuriani            | SX          | Éliot Grondin       | Lukas Pachner      | Lorenzo Sommariva   |
| 30.                                                                                              | 5 marca 2021      | Bakuriani            | SX          | Omar Visintin       | Kalle Koblet       | Alessandro Hämmerle |
| 31.                                                                                              | 6 marca 2021      | Rogla                | PGS         | Žan Košir           | Andriej Sobolew    | Oskar Kwiatkowski   |
| 32.                                                                                              | 13 marca 2021     | Piancavallo          | PSL         | Odwołano            | Odwołano           | Odwołano            |
| 33.                                                                                              | 14 marca 2021     | Calgary              | SS          | Odwołano            | Odwołano           | Odwołano            |
| 12 – 16 marca 2021 Mistrzostwa Świata w Narciarstwie Dowolnym i Snowboardingu 2021 – Aspen       |                   |                      |             |                     |                    |                     |
| 34.                                                                                              | 20 marca 2021     | Veysonnaz            | SX          | Alessandro Hämmerle | Hagen Kearney      | Merlin Surget       |
| 35.                                                                                              | 20 marca 2021     | Berchtesgaden        | PSL         | Aaron March         | Alexander Payer    | Arvid Auner         |
| 36.                                                                                              | 20 marca 2021     | Aspen                | SS          | Marcus Kleveland    | Redmond Gerard     | Mark McMorris       |
| 37.                                                                                              | 21 marca 2021     | Aspen                | HP          | Yūto Totsuka        | Raibu Katayama     | André Höflich       |
| 38.                                                                                              | 28 marca 2021     | Silvaplana           | SS          | Marcus Kleveland    | Liam Brearley      | Chris Corning       |

### Kobiety
| Lp.                                                                                              | Data              | Miejscowość          | Konkurencja | 1. Miejsce                 | 2. Miejsce                      | 3. Miejsce                      |
| ------------------------------------------------------------------------------------------------ | ----------------- | -------------------- | ----------- | -------------------------- | ------------------------------- | ------------------------------- |
| 1.                                                                                               | 28 listopada 2020 | Pekin                | BA          | Odwołano                   | Odwołano                        | Odwołano                        |
| 2.                                                                                               | 12 grudnia 2020   | Cortina d’Ampezzo    | PGS         | Ester Ledecká              | Selina Jörg                     | Ramona Theresia Hofmeister      |
| 3.                                                                                               | 17 grudnia 2020   | Carezza              | PGS         | Ramona Theresia Hofmeister | Ladina Jenny                    | Selina Jörg                     |
| 4.                                                                                               | 18 grudnia 2020   | Copper Mountain      | HP          | Odwołano                   | Odwołano                        | Odwołano                        |
| 5.                                                                                               | 19 grudnia 2020   | Copper Mountain      | BA          | Odwołano                   | Odwołano                        | Odwołano                        |
| 6.                                                                                               | 19 grudnia 2020   | Cervinia             | SX          | Odwołano                   | Odwołano                        | Odwołano                        |
| 7.                                                                                               | 9 stycznia 2021   | Kreischberg          | BA          | Zoi Sadowski-Synnott       | Kokomo Murase                   | Anna Gasser                     |
| 8.                                                                                               | 9 stycznia 2021   | Scuol                | PGS         | Sofija Nadyrszyna          | Ramona Theresia Hofmeister      | Julie Zogg                      |
| 9.                                                                                               | 12 stycznia 2021  | Bad Gastein          | PSL         | Sofija Nadyrszyna          | Cheyenne Loch                   | Selina Jörg                     |
| 10.                                                                                              | 15 stycznia 2021  | Seiser Alm           | SS          | Odwołano                   | Odwołano                        | Odwołano                        |
| 11.                                                                                              | 16 stycznia 2021  | Montafon             | SX          | Odwołano                   | Odwołano                        | Odwołano                        |
| 12.                                                                                              | 22 stycznia 2021  | Laax                 | SS          | Jamie Anderson             | Zoi Sadowski-Synnott            | Tess Coady                      |
| 13.                                                                                              | 23 stycznia 2021  | Laax                 | HP          | Chloe Kim                  | Mitsuki Ono                     | Sena Tomita                     |
| 14.                                                                                              | 23 stycznia 2021  | Chiesa in Valmalenco | SX          | Michela Moioli             | Faye Gulini                     | Eva Samková                     |
| 15.                                                                                              | 24 stycznia 2021  | Chiesa in Valmalenco | SX          | Eva Samková                | Faye Gulini                     | Julia Pereira de Sousa-Mabileau |
| 16.                                                                                              | 30 stycznia 2021  | Saint-Lary           | SX          | Odwołano                   | Odwołano                        | Odwołano                        |
| 17.                                                                                              | 30 stycznia 2021  | Moskwa               | PSL         | Daniela Ulbing             | Sofija Nadyrszyna               | Ramona Theresia Hofmeister      |
| 18.                                                                                              | 5 lutego 2021     | Mammoth Mountain     | HP          | Odwołano                   | Odwołano                        | Odwołano                        |
| 19.                                                                                              | 6 lutego 2021     | Mammoth Mountain     | SS          | Odwołano                   | Odwołano                        | Odwołano                        |
| 20.                                                                                              | 6 lutego 2021     | Feldberg             | SX          | Odwołano                   | Odwołano                        | Odwołano                        |
| 21.                                                                                              | 6 lutego 2021     | Bannoje              | PGS         | Ramona Theresia Hofmeister | Cheyenne Loch                   | Sabine Schöffmann               |
| 22.                                                                                              | 7 lutego 2021     | Bannoje              | PSL         | Julie Zogg                 | Cheyenne Loch                   | Tomoka Takeuchi                 |
| 23.                                                                                              | 6 lutego 2021     | Blue Mountain        | PGS         | Odwołano                   | Odwołano                        | Odwołano                        |
| 24.                                                                                              | 7 lutego 2021     | Blue Mountain        | PSL         | Odwołano                   | Odwołano                        | Odwołano                        |
| 11 – 12 lutego 2021 Mistrzostwa Świata w Narciarstwie Dowolnym i Snowboardingu 2021 – Idre Fjäll |                   |                      |             |                            |                                 |                                 |
| 25.                                                                                              | 13 lutego 2021    | Dolní Morava         | SX          | Odwołano                   | Odwołano                        | Odwołano                        |
| 26.                                                                                              | 13 lutego 2021    | Pjongczang           | PGS         | Odwołano                   | Odwołano                        | Odwołano                        |
| 27.                                                                                              | 14 lutego 2021    | Pjongczang           | PGS         | Odwołano                   | Odwołano                        | Odwołano                        |
| 28.                                                                                              | 18 lutego 2021    | Reiteralm            | SX          | Michela Moioli             | Lindsey Jacobellis              | Chloé Trespeuch                 |
| 1 – 2 marca 2021 Mistrzostwa Świata w Narciarstwie Dowolnym i Snowboardingu 2021 – Rogla         |                   |                      |             |                            |                                 |                                 |
| 29.                                                                                              | 4 marca 2021      | Bakuriani            | SX          | Eva Samková                | Julia Pereira de Sousa-Mabileau | Lindsey Jacobellis              |
| 30.                                                                                              | 5 marca 2021      | Bakuriani            | SX          | Charlotte Bankes           | Chloé Trespeuch                 | Faye Gulini                     |
| 31.                                                                                              | 6 marca 2021      | Rogla                | PGS         | Ramona Theresia Hofmeister | Sofija Nadyrszyna               | Julie Zogg                      |
| 32.                                                                                              | 13 marca 2021     | Piancavallo          | PSL         | Odwołano                   | Odwołano                        | Odwołano                        |
| 33.                                                                                              | 14 marca 2021     | Calgary              | SS          | Odwołano                   | Odwołano                        | Odwołano                        |
| 12 – 16 marca 2021 Mistrzostwa Świata w Narciarstwie Dowolnym i Snowboardingu 2021 – Aspen       |                   |                      |             |                            |                                 |                                 |
| 34.                                                                                              | 20 marca 2021     | Veysonnaz            | SX          | Eva Samková                | Michela Moioli                  | Charlotte Bankes                |
| 35.                                                                                              | 20 marca 2021     | Berchtesgaden        | PSL         | Julie Zogg                 | Selina Jörg                     | Carolin Langenhorst             |
| 36.                                                                                              | 20 marca 2021     | Aspen                | SS          | Anna Gasser                | Hailey Langland                 | Enni Rukajärvi                  |
| 37.                                                                                              | 21 marca 2021     | Aspen                | HP          | Chloe Kim                  | Queralt Castellet               | Sena Tomita                     |
| 38.                                                                                              | 28 marca 2021     | Silvaplana           | SS          | Reira Iwabuchi             | Kokomo Murase                   | Tess Coady                      |

### Drużynowy slalom równoległy
| Data             | Miejsce       | Zwycięzcy                                    | 2. miejsce                               | 3. miejsce                                |
| 13 stycznia 2021 | Bad Gastein   | Austria Claudia Riegler · Andreas Prommegger | Niemcy Cheyenne Loch · Stefan Baumeister | Rosja Sofija Nadyrszyna · Dmitrij Łoginow |
| 14 marca 2021    | Piancavallo   | Odwołano                                     | Odwołano                                 | Odwołano                                  |
| 21 marca 2021    | Berchtesgaden | Rosja Sofija Nadyrszyna · Dmitrij Łoginow    | Szwajcaria Julie Zogg · Dario Caviezel   | Niemcy Selina Jörg · Stefan Baumeister    |

### Drużynowy snowcross
| Data             | Miejsce              | Zwycięzcy | 2. miejsce | 3. miejsce |
| 24 stycznia 2021 | Chiesa in Valmalenco | Odwołano  | Odwołano   | Odwołano   |
| 31 stycznia 2021 | Saint-Lary           | Odwołano  | Odwołano   | Odwołano   |
| 7 lutego 2021    | Feldberg             | Odwołano  | Odwołano   | Odwołano   |

## Klasyfikacje

### Mężczyźni
| Lp. | Zawodnik           | Punkty |
| --- | ------------------ | ------ |
| 1.  | Aaron March        | 424    |
| 2.  | Andreas Prommegger | 339    |
| 3.  | Dmitrij Łoginow    | 333    |
| 4.  | Žan Košir          | 329    |
| 5.  | Alexander Payer    | 295    |
| 6.  | Benjamin Karl      | 292    |
| 7.  | Edwin Coratti      | 291    |
| 8.  | Andriej Sobolew    | 290    |
| 9.  | Igor Słujew        | 265    |
| 10. | Roland Fischnaller | 261    |

| Lp. | Zawodnik           | Punkty |
| --- | ------------------ | ------ |
| 1.  | Roland Fischnaller | 215    |
| 2.  | Igor Słujew        | 214    |
| 3.  | Benjamin Karl      | 213    |
| 4.  | Žan Košir          | 205    |
| 5.  | Andreas Prommegger | 180    |
| 6.  | Edwin Coratti      | 178    |
| 7.  | Aaron March        | 166    |
| 8.  | Oskar Kwiatkowski  | 159    |
| 9.  | Andriej Sobolew    | 156    |
| 10. | Tim Mastnak        | 151    |

| Lp. | Zawodnik             | Punkty |
| --- | -------------------- | ------ |
| 1.  | Aaron March          | 258    |
| 2.  | Dmitrij Łoginow      | 191    |
| 3.  | Dmitrij Karłagaczew  | 187    |
| 4.  | Alexander Payer      | 184    |
| 5.  | Andreas Prommegger   | 159    |
| 6.  | Andriej Sobolew      | 134    |
| 7.  | Dario Caviezel       | 133    |
| 8.  | Žan Košir            | 124    |
| 9.  | Dmitrij Sarsiembajew | 116    |
| 10. | Edwin Coratti        | 113    |

| Lp. | Zawodnik            | Punkty |
| --- | ------------------- | ------ |
| 1.  | Alessandro Hämmerle | 430    |
| 2.  | Éliot Grondin       | 304    |
| 3.  | Merlin Surget       | 252    |
| 4.  | Glenn de Blois      | 247    |
| 5.  | Hagen Kearney       | 246    |
| 6.  | Lorenzo Sommariva   | 246    |
| 7.  | Omar Visintin       | 210    |
| 8.  | Kalle Koblet        | 174    |
| 9.  | Jake Vedder         | 168    |
| 10. | Lukas Pachner       | 162    |

| Lp. | Zawodnik           | Punkty |
| --- | ------------------ | ------ |
| 1.  | Marcus Kleveland   | 260    |
| 2.  | Yūto Totsuka       | 200    |
| 3.  | Liam Brearley      | 152    |
| 4.  | Maxence Parrot     | 150    |
| 5.  | Sven Thorgren      | 124    |
| 6.  | Niklas Mattsson    | 121    |
| 7.  | André Höflich      | 110    |
| 8.  | Leon Vockensperger | 109    |
| 9.  | Raibu Katayama     | 106    |
| 10. | Mons Røisland      | 105    |

| Lp. | Zawodnik         | Punkty |
| --- | ---------------- | ------ |
| 1.  | Yūto Totsuka     | 200    |
| 2.  | André Höflich    | 110    |
| 3.  | Raibu Katayama   | 106    |
| 4.  | Scotty James     | 80     |
| 5.  | David Habluetzel | 72     |
| 6.  | Chase Blackwell  | 65     |
| 7.  | Taylor Gold      | 65     |
| 8.  | Jan Scherrer     | 62     |
| 9.  | Ruka Hirano      | 60     |
| 10. | Lucas Foster     | 54     |

| Lp. | Zawodnik           | Punkty |
| --- | ------------------ | ------ |
| 1.  | Marcus Kleveland   | 260    |
| 2.  | Liam Brearley      | 116    |
| 3.  | Leon Vockensperger | 109    |
| 4.  | Niklas Mattsson    | 103    |
| 5.  | Dusty Henricksen   | 90     |
| 6.  | Redmond Gerard     | 80     |
| 7.  | Chris Corning      | 75     |
| 7.  | Mark McMorris      | 75     |
| 9.  | Brock Crouch       | 58     |
| 10. | Rene Rinnekangas   | 58     |

| Lp. | Zawodnik         | Punkty |
| --- | ---------------- | ------ |
| 1.  | Maxence Parrot   | 100    |
| 2.  | Sven Thorgren    | 80     |
| 3.  | Mons Røisland    | 60     |
| 4.  | Takeru Otsuka    | 50     |
| 5.  | Rene Rinnekangas | 45     |
| 6.  | Hiroaki Kunitake | 40     |
| 7.  | Liam Brearley    | 36     |
| 8.  | Jonas Boesiger   | 32     |
| 9.  | Clemens Millauer | 29     |
| 10. | Emil Zulian      | 26     |

### Kobiety
| Lp. | Zawodnik                   | Punkty |
| --- | -------------------------- | ------ |
| 1.  | Ramona Theresia Hofmeister | 593    |
| 2.  | Sofija Nadyrszyna          | 532    |
| 3.  | Julie Zogg                 | 512    |
| 4.  | Selina Jörg                | 425    |
| 5.  | Cheyenne Loch              | 413    |
| 6.  | Ladina Jenny               | 267    |
| 7.  | Tsubaki Miki               | 266    |
| 8.  | Claudia Riegler            | 264    |
| 9.  | Sabine Schöffmann          | 254    |
| 10. | Daniela Ulbing             | 250    |

| Lp. | Zawodnik                   | Punkty |
| --- | -------------------------- | ------ |
| 1.  | Ramona Theresia Hofmeister | 440    |
| 2.  | Sofija Nadyrszyna          | 283    |
| 3.  | Selina Jörg                | 230    |
| 4.  | Cheyenne Loch              | 225    |
| 5.  | Julie Zogg                 | 217    |
| 6.  | Ladina Jenny               | 191    |
| 7.  | Claudia Riegler            | 152    |
| 8.  | Tsubaki Miki               | 148    |
| 9.  | Carolin Langenhorst        | 135    |
| 10. | Milena Bykowa              | 133    |

| Lp. | Zawodnik                   | Punkty |
| --- | -------------------------- | ------ |
| 1.  | Julie Zogg                 | 295    |
| 2.  | Sofija Nadyrszyna          | 249    |
| 3.  | Selina Jörg                | 195    |
| 4.  | Cheyenne Loch              | 188    |
| 5.  | Daniela Ulbing             | 172    |
| 6.  | Ramona Theresia Hofmeister | 153    |
| 7.  | Patrizia Kummer            | 138    |
| 8.  | Sabine Schöffmann          | 133    |
| 9.  | Tsubaki Miki               | 118    |
| 10. | Claudia Riegler            | 112    |

| Lp. | Zawodnik                        | Punkty |
| --- | ------------------------------- | ------ |
| 1.  | Eva Samková                     | 450    |
| 2.  | Michela Moioli                  | 430    |
| 3.  | Faye Gulini                     | 302    |
| 4.  | Julia Pereira de Sousa-Mabileau | 301    |
| 5.  | Charlotte Bankes                | 285    |
| 6.  | Chloé Trespeuch                 | 256    |
| 7.  | Lindsey Jacobellis              | 241    |
| 8.  | Manon Petit                     | 228    |
| 9.  | Raffaella Brutto                | 191    |
| 10. | Sofia Belingheri                | 166    |

| Lp. | Zawodnik             | Punkty |
| --- | -------------------- | ------ |
| 1.  | Anna Gasser          | 255    |
| 2.  | Kokomo Murase        | 246    |
| 3.  | Chloe Kim            | 200    |
| 4.  | Reira Iwabuchi       | 190    |
| 5.  | Zoi Sadowski-Synnott | 180    |
| 6.  | Tess Coady           | 174    |
| 7.  | Jamie Anderson       | 140    |
| 8.  | Mitsuki Ono          | 130    |
| 9.  | Queralt Castellet    | 120    |
| 10. | Sena Tomita          | 120    |

| Lp. | Zawodnik          | Punkty |
| --- | ----------------- | ------ |
| 1.  | Chloe Kim         | 200    |
| 2.  | Mitsuki Ono       | 130    |
| 3.  | Queralt Castellet | 120    |
| 4.  | Sena Tomita       | 120    |
| 5.  | Haruna Matsumoto  | 86     |
| 6.  | Kurumi Imai       | 76     |
| 7.  | Leilani Ettel     | 71     |
| 8.  | Maddie Mastro     | 61     |
| 9.  | Elizabeth Hosking | 53     |
| 10. | Emily Arthur      | 48     |

| Lp. | Zawodnik             | Punkty |
| --- | -------------------- | ------ |
| 1.  | Anna Gasser          | 195    |
| 2.  | Kokomo Murase        | 166    |
| 3.  | Tess Coady           | 165    |
| 4.  | Jamie Anderson       | 140    |
| 4.  | Reira Iwabuchi       | 140    |
| 6.  | Hailey Langland      | 112    |
| 7.  | Laurie Blouin        | 86     |
| 8.  | Enni Rukajärvi       | 84     |
| 9.  | Melissa Peperkamp    | 81     |
| 10. | Zoi Sadowski-Synnott | 80     |

| Lp. | Zawodnik             | Punkty |
| --- | -------------------- | ------ |
| 1.  | Zoi Sadowski-Synnott | 100    |
| 2.  | Kokomo Murase        | 80     |
| 3.  | Anna Gasser          | 60     |
| 4.  | Reira Iwabuchi       | 50     |
| 5.  | Miyabi Onitsuka      | 45     |
| 6.  | Annika Morgan        | 40     |
| 7.  | Klaudia Medlová      | 36     |
| 8.  | Katie Ormerod        | 32     |
| 9.  | Enni Rukajärvi       | 29     |
| 10. | Julia Marino         | 26     |